# محتوى البرقيات الدبلوماسية الأمريكية المسربة
هذا المقال يحتوي التفاصيل المهمة للبرقيات الدبلوماسية للولايات المتحدة الأمريكية التي سربت من قبل الويكيليكس.

## حسب الشركات
- ماستركارد/فيزا: ضغط دبلوماسيون أمريكيون على السياسيين الروس لصالح شركتي بطاقات الائتمان الأمريكية ماستركارد وفيزا. هناك اقتراح بقانون يخضع حاليا لنقاش في مجلس الدوما الروسي بخلق نظام وطني لبطاقة الدفع لجمع جميع رسوم بطاقات الائتمان للمعاملات المحلية. هذا سيؤدي إلى خسارة في إيرادات كلا من فيزا وماستركارد.[4]
- شل: ادعت آن بيكارد نائب الرئيس لشؤون جنوب الصحراء بأن للشركة أناس موجودون في جميع الوزارات المرتبطة معها، وبهذا فإنهم على علم بجميع القرارات السياسية المهمة[5]
- فايزر: استخدمت محققين للبحث عن دليل على فساد وزير العدل النيجيري مايكل أوندواكا لإجباره على إسقاط دعوى قضائية بحق الشركة تتعلق باختبار عقار على أطفال. ورفعت ولاية كانو في نيجيريا دعوى قضائية بحق أكبر شركة أدوية في العالم في مايو (أيار) 2007 للحصول على تعويضات بملياري دولار لاختبارها عقار «تروفان» الذي يستخدم لعلاج الالتهاب السحائي والذي قالت سلطات الولاية إنه تسبب في وفاة 11 طفلا، وإصابة العشرات بالإعاقة. ووقعت «فايزر» وحكومة ولاية كانو تسوية بقيمة 75 مليون دولار في 30 يوليو.[6]

## حسب المنظمات

### الاتحاد الأوروبي
نقل عن رئيس الإتحاد الأوروبي هيرمان فان رومبوي قوله لسفير الولايات المتحدة إلى بلجيكا جورج هوارد غوتمان:«أن الاتحاد الأوروبي لم يعد يصدق بنجاح المهمة العسكرية في أفغانستان». وأضاف "أوروبا هي التي تقوم [بالحرب في أفغانستان] وستستمر في ذلك ليس بسبب أفغانستان ولكن انطلاقا من احترامهم للولايات المتحدة".

### الأمم المتحدة
ذكر مصدر سري في يوليو 2009 أن وزارة الخارجية الاميركية طلبت من دبلوماسييها التجسس على الأمين العام للأمم المتحدة بان كي مون وغيره من كبار مسؤولي الأمم المتحدة. تضمنت معلومات المخابرات بأنه طلب من الدبلوماسيين جمع أي معلومات حيوية من معلومات شخصية وكلمات السر ومفاتيح التشفير الشخصية المستخدمة في الشبكات الخاصة والتجارية للاتصالات الرسمية لموظفي الأمم المتحدة. كشف موقع ويكيليكس تلك المعلومات في 28 نوفمبر 2010. ومن الناحية القانونية فإن الأمم المتحدة كانت قد أعلنت في السابق أن التجسس على الأمين العام هو عمل غير قانوني وخرقا لاتفاقية الأمم المتحدة 1946. طالب علنا كلا من بيتر كيمب نائب المدعي العام لدى المحكمة العليا في نيو ساوث ويلز الأسترالية وشاول بن أستاذ القانون الدولي من رئيسة الوزراء الأسترالية جوليا جيلارد أن تشتكي «للولايات المتحدة على كل من وزيرتي الخارجية كوندوليزا رايس وهيلاري كلينتون لمخالفتهما الكبرى للقانون الدولي أي مواثيق الأمم المتحدة وذلك بإصدار أوامر للتجسس على موظفي الأمم المتحدة ومن ضمنهم الأمين العام، وتشمل سرقة تفاصيل بطاقاتهم الائتمانية وكلمات السر في شبكات الاتصالات، وربما يجب على النائب العام التحقق بوضوح على شرعية أدلة الجريمة (المحتمل ضد الدبلوماسيين الأستراليين كذلك) بدلا من أن السعي لمحاكمة رسول تلك الجرائم».
وعلق دبلوماسيون سابقون في الأمم المتحدة بأن موظفو الأمم المتحدة يعلمون أنهم عملوا بافتراض أنهم تحت التجسس وحاولوا الالتفاف حول ذلك، لكن المفاجأة الجديدة هو أن الذي يتجسس عليهم هم دبلوماسيين آخرين وليست المخابرات، هذا المخطط قد أذاب الفوارق بين الدبلوماسية والجاسوسية. وادعى جوليان أسانج بأن ليست كلينتون وحدها المهتمة بهذا الأمر بل "سلسلة كاملة من القيادات كانت على علم بهذا الامر ووافقت عليه ويجب عليهم الاستقالة حتى يمكن اعتبار الولايات المتحدة دولة ذات مصداقية." وأضاف عندما سئل ما إذا كان الرئيس أوباما مسؤولا أيضا عن هذا الأمر ويجب عليه الاستقالة، "أمر خطير للغاية وربما يكون قد طرح هذا الأمر عليه للموافقة"." من جهته نفى المتحدث الرسمي في وزارة الخارجية الأميركية فيليب كراولي أن كلينتون قد صاغت هذا الأمر، وأن جميع مراسلاتها الخارجة من واشنطن توقعها بصفة منتظمة.

### الناتو
أنشئ حلف شمال الأطلسي خطط للدفاع عن دول البلطيق وبولندا ضد أي هجوم روسي. وخصصت تسعة فرق عسكرية من بريطانيا وألمانيا والولايات المتحدة وبولندا للعمليات العسكرية في حال وقوع هجوم روسي. ويحاول الحلف أن يجري تدريبات لهذه الخطة الجديدة في 2011. وقد عرضت الولايات المتحدة على بولندا محطة للقوات البحرية الخاصة في غدانسك وغدينيا وكذلك تمركز طائرات إف 16 المقاتلة وطائرات النقل سي-130 هيركوليز في بولندا.

## حسب المناطق

### الشرق الأوسط وشمال أفريقيا

#### الأردن
- وثيقة مؤرخة في 2 أبريل 2009 اظهرت رئيس مجلس الأعيان الأردني زيد الرفاعي يقول في محادثة مع السفير الاميركي ديفيد هيل:«اضربوا إيران أو عيشوا تحت ظل قنبلة إيرانية. العقوبات والترغيب والحوافز لن تجدي». وحسب البرقية فإن زيد الرفاعي قال:«أنه ورغم النتائج الكارثية التي ستتركها الضربة على المنطقة فإن منع إيران من امتلاك أسلحة نووية يجعل الأمر يستحق».[15]

#### أفغانستان
- ووفقا لبرقية من السفارة الاميركية في كابول فقد اكتشفت إدارة مكافحة المخدرات المحلية في الإمارات العربية المتحدة بالتعاون مع وكالة مكافحة المخدرات الأمريكية في حوزة نائب رئيس جمهورية أفغانستان أحمد ضياء مسعود على 52 مليون دولار نقدا «وقد سمح له في النهاية بإبقاء على الأموال مع عدم الكشف عن مصدر هذه الأموال أو إلى أين ذاهبة.».[16][17]
- إحدى البرقيات وصفت الرئيس الأفغاني حامد قرضاي بأنه يعاني من الضعف وجنون الارتياب[18]، «لا يجيد حتى ادنى وابسط مبادئ وسبل بناء دولة».[17]
- برقية تسرد الاجتماعات في سبتمبر 2009 وفبراير 2010 بين مسؤولين اميركيين وأحمد والي قرضاي وعرضت التحذير التالي: «ملاحظة: بما أنه يجب علينا التعامل مع أحمد قرضاي كرئيس لمجلس المحافظة إلا أنه معروف وعلى نطاق واسع بفساده وأنه مهرب المخدرات». منوها إلى أن أكثر تصريحات قرضاي كاذبة، وتسهب البرقية شارحة:«يبدو انه لم يفهم مستوى معرفتنا لأنشطته، وحاجتنا إلى رصد نشاطه من قرب وتكرار توصيل رسالة واضحة له».[16]
- أخذ الجيش الأمريكي 15% من 50€ مليون قدمته الحكومة الألمانية إلى صندوق ائتماني لبناء الجيش الوطني الأفغاني.[19]

#### اليمن
- قال الرئيس اليمني علي عبد الله صالح انه سيقول لشعبه ان الهجمات الجوية الأمريكية ضد القاعدة هي من الجيش اليمني، «سنظل نؤكد ان القنابل هي قنابل يمنية».[20]
- اشتكى صالح أيضا من تزايد تهريب المخدرات والكحول عبر جيبوتي ولكنه استثنى حالة واحدة وهي «إذا كانت الويسكي فاخرة».[21]

#### الإمارات
- دعم محمد بن زايد قرار الولايات المتحدة لبيع طائرات طراز اف 16 إلى باكستان لتعزيز حكومة مشرف، قائلا ان المشروع لن يغير من ميزان القوى بين الهند وباكستان.[22]
- كشف دبلوماسيون في الإمارات أن محمد بن زايد وعبد الله الثاني والأمير أندرو دوق يورك هم «أصدقاء حميمين» وأنهم في كثير من الأحيان يذهبون للصيد معا في المغرب وتنزانيا.
- ضغط المسؤولون العسكريون الإماراتيين على الولايات المتحدة لأجل طائرات بدون طيار Predator B لاستخدامها لمواجهة إيران. حيث أن إيران تقوم بتطوير طائرات بدون طيار خاصة بها، وذكر لواء إماراتي «لهذا السبب نحن بحاجة إليها أولا... أعطنا Predator B»‏.[23]
- يبدو أن محمد بن زايد هو من يدير الإمارات وإن بقي رسميا ولي عهد إمارة أبو ظبي، ولقبه الوحيد في الاتحاد هو نائب القائد الأعلى للقوات المسلحة، ويقال إنه من صناع القرار الرئيسيين في قضايا الأمن القومي. ولوحظ بأنه يختلف عن أخوه الأكبر غير الشقيق الشيخ خليفة الذي يقال أنه شخصية بعيدة وغير جذابة. ولدى محمد بن زايد السلطة في جميع المسائل باستثناء القرارات النهائية في سياسة الدولة النفطية ونفقاتها الرئيسية.[24]
- وقال محمد بن زايد أن إيران تحيط بإسرائيل وسوف تهدد وجودها ويقودها قناعة أيديولوجية وسيكون لديها النووي. وفي نفس الوقت ووصف طموحات إيران بأنها مدفوعة باستعادة عظمة الإمبراطورية الفارسية وليست مدفوعة بمعتقدات دينية.[25]
- قال محمد بن زايد أن مفتاح احتواء إيران يدور حول احراز تقدم في الصراع العربي الإسرائيلي. وقال إن ذلك سيكون ضروريا لتسيير الرأي العام العربي وفقا لقيادتهم عند أي صراع مع إيران وان ما يقرب من ثمانين في المئة من الجمهور غير قابلة للاقتناع. ولكسبهم، فإن على الولايات المتحدة أن تعمل بسرعة نحو حل الدولتين وان تتخطى اعتراضات حكومة نتنياهو. واقترح العمل مع الفلسطينيين المعتدلين الذين يدعمون خارطة الطريق، واهمال الآخرين حيث لا وقت لتضييعه.[25]
- يعتقد مسؤولون أمنيون إماراتيون بأن الهند مع إيران قد دعمت حركة طالبان الباكستانية والانفصاليون البشتون. ويعتقد هؤلاء المسؤولون أيضا بأنه ربما تتلقى تلك الحركة الدعم من السكان الباشتون المقيمين في الإمارات.[26]
- كشفت وثائق بتاريخ الثلاثاء 28 ديسمبر/كانون الأول ان شرطة دبي فكرت في التستر على موضوع اغتيال المبحوح. وان الولايات المتحدة رفضت التعاون مع الشرطة الإماراتية لدى التحقيق في الاغتيال.[27][28]
- قال محمد بن راشد آل مكتوم ان الإمارات هي الدولة الوحيدة في المنطقة التي تؤيد أمريكا مائة في المائة.[29]

#### عمان
- في وثيقة من 2006 وردًا على خبر نشر في الجيروزليم بوست،[30] أكد دبلوماسيين من عمان، على عدم وجود مقاطعة لإسرائيل.[31]

#### العراق
- اتهم المدير التنفيذي لشركة هاليبرتون الأمريكية الشركات الأمنية الخاصة بإدارة مافيا لتضخيم الأسعار وان العلاقات متوترة بين شركات الأمن الخاصة وشركات النفط والحكومة العراقية.[32]

#### سوريا
- الرئيس السوري بشار الاسد وصف حركة حماس بأنها «ضيف ثقيل» في بلاده. وألمح إلى أنه يمكن أن يتخلى عن حماس مقابل «حوافز» مثل السماح لسورية بشراء طائرات تجارية وقطع الغيار.[33][34]

#### لبنان
- إسرائيل توقعت أن تستمر حرب محتملة مع حزب الله اللبناني لمدة شهرين وأن تكون أشد إيلاما، حيث إن الحزب قد يطلق ما يتراوح بين 24 ألفا إلى 36 ألف صاروخ وقذيفة على إسرائيل، يوجه منها 100 صاروخ أو قذيفة يوميا على تل أبيب. وأوضحت الوثيقة التي أوردتها صحيفة "هآرتس" أن "إسرائيل توقعت إطلاق 6 آلاف صاروخ أو قديفة على منطقة تل أبيب على مدار الشهرين من بين 24 ألفا إلى 36 ألف قذيفة وصاروخ يتوقع إطلاقها على إسرائيل.[35]

#### السعودية
- السعودية اقترحت في مايو/أيار 2008 تشكيل قوة عسكرية عربية بدعم من أمريكا والامم المتحدة وحلف الناتو لمواجهة حزب الله.[36]
- العاهل السعودي عبد الله بن عبد العزيز حث أمريكا مرارا على «قطع رأس الافعى» قاصدا بها برنامج إيران النووي.[37]
- متبرعون من السعودية هم الداعمون الرئيسيون للجماعات الارهابية مثل القاعدة وطالبان ولشكر طيبة. دول أخرى عربية قيل انها مصدر تمويل هي الإمارات وقطر والكويت.[38][39]
- اظهرت وثيقة ان السعودية «اعتادت لفترة طويلة بلعب دور كبير في شؤون باكستان»[40] وقال سفير المملكة لأمريكا عادل الجبير «نحن في السعودية لسنا مراقبون لشؤون باكستان بل مشاركون».[41] وذكرت وثيقة أخرى ان السعودية تكره الزرداري لانه شيعي المذهب[42]
- تقام حفلات في مدينة جدة في بيوت امراء من آل سعود ويتمتع الحاضرون بها بالخمور والمخدرات والزنا وان اتباع الهيئة يخشون التدخل لان حضور هذه الحفلات هم من أو لهم علاقة بالعائلة المالكة.[43][44]
- ان النظام القانوني يسمح للدولة بالتلاعب بوسائل الاعلام للترويج لاجندتها الخاصة وان الاعلام حر ما لم ينتقد آل سعود أو يكشف الفساد الحكومي. كل وسائل الاعلام الرئيسية مثل الوطن والحياة والشرق الأوسط وإم بي سي وروتانا تابعة للحكومة وبالتالى فان الرقابة الذاتية هو الامر المعتاد. الفكر والاديلوجيا الداعم للغرب في هذه الوسائل والبرامج مثل فريندز واوبرا وربات بيوت يائسات وافلام هوليوود تعتبر عاملا مضادا للفكر الإرهابي والمتطرف.[45]
- نفس الوثيقة تتحدث عن لقاء بين شخصيتين امريكيتين في إحدى مقاهى ستاربكس بجدة ويقول احدهما «ان الحكومة هي التي تدعم هذا الانفتاح وترى انها مضادة للفكر المتطرف» و«ان الحرب الفكرية هي السائدة هنا والاعلام الأمريكي عبر قنوات مثل إم بي سي وروتانا تكسب فكر المواطن العادى بطريقة لم تتمكن الحرة أو وسائل البروباغندا الأمريكية الأخرى من فعلها» واضاف «السعوديون الآن مهتمون جدا بالعالم الخارجي والجميع يريد ان يدرس في أمريكا ان استطاع. انهم مولعون بالثقافة الأمريكية إلى حد غير معهود».[46]
- مخصصات أمراء آل سعود كلفت خزينة الدولة ملياري دولار في سنة 1996م وحدها.[47] فأبناء عبد العزيز يتقاضون شهرياَ: مليون ومئه وخمسة وعشرون ألف ريال وأحفاد عبد العزيز يتقاضون شهرياَ: مئة وإثنى عشر ألف وخمسين ريال وأبناء الأحفاد يتقاضون شهرياَ: ثمانية وأربعون ألف وسبعمئة وخمسون ريال وأحفاد الأحفاد يتقاضون شهرياَ: ثلاثين ألف ريال.[48]

#### إيران
- أظهرت البرقيات بوجود ريبة عند العرب من إيران، وشجع القادة العرب الموالون لإمريكا بتوجيه ضربة عسكرية على المنشآت النووية لإيران.[49][50][51] وقد حث العاهل السعودي الملك عبد الله الولايات المتحدة مرارا على مهاجمة تلك المنشآت النووية.[52] وقال الملك عبد الله في إحدى البرقيات الدبلوماسية أنه كان من الضروري «قطع رأس الأفعى» في إشارة إلى برنامج إيران النووي، فإنها لا تزال معضلة. كما امتنع الكثير من القادة العرب عن انتقاد إيران علنا وذلك بسبب الدعم الشعبي لهذا البلد.[53]
- ذكر أن هناك خلاف جرى بين الرئيس الإيراني محمود أحمدي نجاد وقائد الحرس الثوري محمد علي جعفري تلقى نجاد بسببها صفعة من جعفري. وحدثت الواقعة في اجتماع لمجلس الأمن القومي بطهران عندما صرح احمدي نجاد (فيما يخص بالتعامل مع احتجاجات المعارضة) أن الناس تحس بالاختناق، «وفكر أنه من الضروري للسماح بمزيد من الحريات الشخصية والاجتماعية لنزع فتيل ذلك وكذلك اعطاء المزيد من حرية الصحافة» فرد عليه جعفري:«أنت مخطئ! (في الحقيقة) أنت الذي خلق هذه الفوضى! والآن تطالب بإعطاء المزيد من الحريات للصحافة؟». فصفع أحمدي نجاد في وجهه. ثم أعقب ذلك هرج داخل المجلس فألغيت الجلسة، حتى تمكن آية الله أحمد جنتي من التوفيق بينهما.[54]
- وهناك أيضا تقارير تفيد بأن حزب تودة المحظور منذ زمن طويل بدأت قوته تزداد مع عامة الشعب من موظفي الحكومة والطبقة العاملة. ويقال بأنها كانت القوة الدافعة وراء الاحتجاجات الأخيرة.[54]
- وأكدت إحدى البرقيات عن رجل أعمال لم يتم كشف هويته وجنسيته ويبدو أنه على صلة بالرئيس الإيراني السابق علي أكبر هاشمي رفسنجاني، أن مرشد الثورة الإيراني علي خامنئي يعاني من نوع نادر من سرطان الدم وفي مراحله المتأخرة ويرجح وفاته خلال أشهر، وأن الرئيس الإيراني الأسبق هاشمي رفسنجاني يخطط ليحل محله، وكان حينها قد أطلق رفسنجاني حملة ضد إعادة انتخاب نجاد رئيساً لإيران. وأضافت الوثيقة أن رفسنجاني قام بعد إعلامه بالوضع الصحي للمرشد الأعلى بوقف حملته ضد خامنئي في مجلس الخبراء، وهو أحد مراكز القرار في النظام السياسي الإيراني، وقرر ترك الأمور تأخذ مجراها الطبيعي. لأنه بعد وفاة المرشد الأعلى سيحاول رفسنجاني استخدام مجلس الخبراء لتتم تسميته مرشداً أعلى جديداً، إذا نجح في ذلك سيدعو أحمدي نجاد إلى الاستقالة وسيطالب بانتخابات جديدة.[55][56]
- زعمت تقارير أن الهلال الأحمر الإيراني والذي هو تحت رقابة حكومية فعالة كان متورطا في تهريب أسلحة غير مشروعة وجمع المعلومات الاستخبارية لصالح إيران[57][58]
- تحدثت برقية عن إجراء اتصالات بين الاستخبارات الكندية ووزارة الاستخبارات والأمن الإيرانية بناء على طلب الأخيرة في اوتاوا في الثاني من يوليو 2008 والتي عرضت مساعدتها في أفغانستان. وأوردت البرقية أن «الإيرانيين وافقوا على (مساعدة) (كندا) في قضايا أفغانية، شرط أن يشمل ذلك تقاسم معلومات في شأن اعتداءات محتملة». وقال رئيس جهاز الاستخبارات الكندية جيم جود:«لم نفهم ماذا يريدون تحديدا» لأنه من الواضح أن «الإيرانيين يريدون استنزاف الإيساف ببطء».
- وفقا لبرقية بعثتها السفارة الاميركية في العاصمة الأذربيجانية باكو سنة 2009 بأن هناك «اشاعات قوية جدا» تقول بأن العديد من الإيرانيين في باكو يعملون في أنشطة غير مشروعة ومرتبطة مع إيران. وتشمل هذه الأنشطة خرق العقوبات الدولية وغسيل الأموال والحصول على معدات وقطع الغيار وإنشاء عائدات للحرس الثوري الإيراني والتحكم في تهريب المخدرات من إيران. وتذكر الوثيقة بأن الإيرانيين الذين يعملون في تلك الأنشطة هم من خلفيات متعددة، من طلبة ورجال الأعمال، وحتى النشطاء في حقوق الإنسان.[59]
- أشارت برقية لوزارة الخارجية الأمريكية بأن تضغط الولايات المتحدة كي يتعاون حلفائها لفرض مزيد من العقوبات على إيران ردا على برنامجها النووي.[60]

#### إسرائيل
- موجز جلسة عضو الكونغرس غاري اكرمان مع بنيامين نتنياهو: صرح نتنياهو أن العودة إلى حدود 1967 وتقسيم القدس ليست حلا لأن الانسحابات الأخرى ستشحذ شهية الإسلام الراديكالي فقط. وسأل اكرمان إن كان الفلسطينيون سيقبلوا السلام على أساس حدود 1967. رد نتنياهو بأنه لن يوافق على الانسحاب إلى حدود 1967 لأنها خطوط لا يمكن الدفاع عنها، ولكنه أضاف أن «حق العودة» كان اختبارا حقيقيا لنوايا العرب.[61]
- وفي محادثة مع اكرمان سنة 2007 قال رئيس الوزراء الإسرائيلي ناتنياهو بأن شمعون بيريز قد اعترف له بأن المساعدة في الشروع لعملية سلام أوسلو قد استندت على فرضية خاطئة. وقال بأن بيريز ابلغه ان المساعدات الأوروبية والأمريكية للسلطة الفلسطينية قد ضخمت من بيروقراطية تلك السلطة، حيث يتطلع موظفوها إلى المجتمع الدولي للوفاء بمرتباتهم.[62]
- وفي نفس الوثيقة، وصف نتنياهو كاديما بأنه «حزب وهمي»، وأشار إلى حرب لبنان الثانية بأنها «غبية»، وانتقد نهج سياسات ايهود اولمرت تجاه تلك الحرب.[62][63]
- اقترح رئيس الموساد الإسرائيلي مائير داغان في أغسطس 2007 على الولايات المتحدة بالاستفادة من الجماعات المحلية الصغيرة في محاولة لإسقاط إيران.[50] أشارت وثائق يكيلياكس أيضا إلى أن داغان نفى أي خطط للهجوم على منشأة نووية سورية وذلك قبل شهرين فقط من وقوع الهجوم على تلك المنشأة.[64]
- وفقا لبرقية سرية من السفارة الاميركية في تل ابيب إلى وزارة الخارجية. قال داغان للديبلوماسية الأميركية فرانسيس تاونسند انه «لن يتم تحقيق أي شيء» في عملية السلام وذلك خلال الاجتماع الذي استمر ساعتين. قال داغان لتاونسند «بأن من الأفضل لرئيس السلطة الفلسطينية محمود عباس أن يرحل إلى قطر ومعه ابنه الذي أصبح من الأثرياء بشكل غامض» في حال سيطرت حماس على الضفة الغربية. وفي نفس البرقية سجل داغان اتهاما لوزير الخارجية السعودي سعود الفيصل بأنه يلعب «دورا سلبيا للغاية»، ووصف قطر بأنها «مشكلة حقيقية» متهما أميرها الشيخ حمد بن خليفة بأنه «مزعج الجميع». كما اقترح على الولايات المتحدة أن تنقل قاعدتها خارج قطر.[65]
- ناقش وزير الدفاع الإسرائيلي ايهود باراك مع فتح التابعة للسلطة الفلسطينية وطلب منهم إن كان باستطاعتهم الأخذ بزمام المبادرة في قطاع غزة بعد أن تنتصر إسرائيل في عملية الرصاص المسكوب ولكن طلبه قوبل بالسلبية والرفض.[66]
- وفي إحدى الوثائق الصادرة في أبريل 2007 وصف نتنياهو عندما كان زعيم للمعارضة في ذاك الوقت رئيس السلطة الفلسطينية محمود عباس بأنه «رجل طيب ولطيف»، وحث واشنطن على التركيز بإسقاط حماس خلال «الضغط الاقتصادي» مشيرا إلى انه سيكون «من الأسهل إضعاف حماس بدلا من تقوية عباس».[67]
- اعطيت تعليمات للدبلوماسيين الأمريكيين في منطقة الشرق الأوسط سنة 2008 بأن يجمعوا سرا معلومات شخصية عن القادة الفلسطينيين، وأن يرصدوا من كثب القدرات العسكرية الإسرائيلية واتصالاتها السلكية واللاسلكية.[68] إحدى الأوامر المباشرة من الخارجية الأمريكية لدبلوماسييها بكتابة تقرير حول تكتيكات العسكرية الإسرائيلية وتقنياتهم وكيفية التعامل في مكافحة عمليات التمرد التقليدية وغير التقليدية.[69]
- وفقا لبرقية من السفارة الأمريكية في تل أبيب بأن نتنياهو يدعم مبدأ مقايضة الأرض مع السلطة الفلسطينية لا لأنه لايريد ان يحكم الضفة الغربية وقطاع غزة بل يرغب ان تتوقف الهجمات كونها تنطلق من تلك الأراضي[70]
- ذكر لويس مورينو في إحدى البرقيات: "بأن نتنياهو حذر إذا انسحبت إسرائيل من لبنان فستنشئ أول قاعدة الإيرانية، وعندما نترك غزة ستنشئ قاعدة إيرانية ثانية، وإذا وعدت إسرائيل بالانسحاب الثالث من الضفة الغربية ستحصل نفس النتائج. فتلك الخيارات الثلاثة ومن ضمنها الانسحاب إلى حدود 1967 (التي من شأنها أن "نحصل الإرهاب وليس السلام") ليست لها أثر يرجى حسب نتنياهو (والتي اعتبرها "سيئة") والبديل هو: "بناء الهرم بسرعة من الألف إلى الياء". اقترح نتنياهو بتحرك سريع لرفع مستوى الضفة الغربية اقتصاديا بما في ذلك "فتح الاختناقات البيروقراطية".[71]
- في 2007 قالت وزيرة الخارجية تسيبي ليفني انها «تشك في التوصل إلى اتفاق الوضع النهائي مع عباس، وبالتالي فإن التركيز ينبغي أن ينصب على إصلاح حركة فتح بحيث أنه يمكن التغلب على حماس في الانتخابات».

#### تونس
- ووفقا لروبرت غوديك سفير الولايات المتحدة إلى تونس فإن الرئيس التونسي زين العابدين بن علي وحكومته قد «فقدت تواصلها مع الشعب التونسي». وفوق هذا فهي «لاتتسامح مع أي نصيحة أو نقد سواء كان محليا أو دوليا». وكتب غوديك أيضا بأن التونسيين ينفرون بشدة من ليلى بن علي السيدة الأولى في تونس إن لم يكونوا يكرهونها[72] هي وعائلتها، وأن المحيط العائلي للرئيس التونسي زين العابدين بن علي «اشبه بالمافيا».[73]
- أصر السفير الكندي في تونس برونو بيكار في وثائق نشرت بأن تونس تعذب سجناء مشتبهين في تورطهم الإرهاب وأنه استسقى الأدلة من مصدرها مباشرة. وظهرت الدعوي خلال جلسة حول إعادة السجناء التونسيين إلى بلادهم من معتقل جوانتانامو حيث تصر تونس أنها لا تمارس التعذيب لكن بيكار قال بأن هذا «هراء». بعد تلك الشكاوي عقدت السفارة الأمريكية اجتماعا مع سفراء كل من كندا وبريطانيا وفرنسا وألمانيا وإيطاليا للاقتراح بتجنب قبول أي سجين تونسي سابق من غوانتانامو.[74]
- خلال محادثة قصيرة بمأدبة عشاء فخمة في فيلا لصهر الرئيس التونسي على شاطئ البحر انبهر السفير الأمريكي من الحلويات المنقولة جوا من سان تروبيه وكثرة وجود الخدم ونمر أليف يأكل يوميا أربعة دجاجات. فاستوقف المضيف السفير الاميركي متبجحا بقوة نفوذه أنهم «يلحون عبثا وبصعوبة» مع قلة معرفتهم أو مصلحتهم في الشؤون الدولية.

#### تركيا
- لم تدع تركيا الهند لحضور اجتماع بشأن أفغانستان ترضية لباكستان، والتي تعكس إصرار إسلام اباد في كل محفل دولي بأن تبقى  الهند بعيدة عن أي اجتماع حول  أفغانستان.[75][76]
- وعد رئيس وزراء الدنمارك السابق أندرس فوغ راسموسن خلال اجتماعه مع وكيل وزارة الخارجية التركي فريدون سنيرلي أوغلو بأن تغلق الدنمارك تلفزيون قناة روج الكردية المثيرة للجدل، للحيلولة دون عرقلة تركيا في تعيينه لمنصب الأمين العام لحلف شمال الأطلسي.[77]
- اشتكت تركيا لدبلوماسيين بريطانيين أن سارة فيرجسون دوقة يورك، تريد تخريب فرص  تركيا للانضمام إلى الاتحاد الأوروبي بسبب شريط وثائقي يندد بالظروف السائدة داخل دور ايتام تركية. ورد وزير الخارجية البريطاني بالقول ان «أنه لا يمكن التحكم بأنشطة المواطن العادي».
- مارس مسؤولون عسكريون أتراك الضغط على الولايات المتحدة لشراء طائرات بدون طيار Predator B لاستخدامها ضد حزب العمال الكردستاني في العراق. وبسبب مخاوف الأمريكان من احتمال صعود الأصولية الإسلامية في تركيا، فقد نبهت «الخارجية الأمريكية» أن وعود عملية الشراء ستكون طويلة ومعقدة.[23]
- لا يميل رئيس جمهورية أذربيجان إلهام علييف إلى رجب طيب أردوغان رئيس وزراء تركيا وزعيم حزب العدالة والتنمية مع أن كلا البلدين يحافظان على العلاقات الأخوية علنا. وانتقد علييف السياسة الخارجية التركية ووصفها «بالسذاجة». وكشف أيضا انه باع الغاز إلى روسيا من أجل عرقلة قدرة تركيا على «إنشاء مركز لتوزيع الغاز».[78]
- ذكرت القناة السابعة الإسرائيلية بأن ويكيليكس كشفت أن السلطات التركية سمحت بمرور الأموال والأسلحة عبر حدودها إلى العراق، في طريقها إلى عملاء القاعدة في العراق. وتقول البرقية: «لقد وصلت كميات كبيرة من المياه من تركيا، وستضرب بغداد موجات كبيرة في غضون الساعات القليلة وقد وسع بعض الناس من قنوات الري». ويعتقد أن تلك الرسالة تشير إلى وصول أسلحة من تركيا متجهة إلى الصراع في بغداد. وبينت وثائق ويكيليكس بوجود ذخائر ضبطت في شقة لارهابي في العراق سنة 2009 كتب عليها «صنع في تركيا».[79]
- أراد البابا بنديكتوس السادس عشر ابقاء تركيا المسلمة خارج الاتحاد الأوروبي، فهو المسؤول عن عداء الفاتيكان المتزايد لانضمام تركيا إلى الاتحاد الأوروبي، فبرقيات السفارة الأمريكية السرية السابقة إلى الكرسي الرسولي في روما قد أبلغت الدبلوماسية الأميركية بأن البابا «يفهم بوضوح أن السماح بوجود دولة إسلامية في الاتحاد الأوروبي من شأنه أن يضعف من قدرته في المؤسسات المسيحية الأوروبية».[80]

#### قطر
- قطر تستخدم قناة الجزيرة للمساومات في سياستها مع الدول العربية.[81]
- قال رئيس الموساد مئير دغان ان قطر تشكل «مشكلة حقيقية» لان الأمير آل ثاني يحاول ارضاء كل الأطراف في المنطقة بما في ذلك سوريا وإيران وحماس. ووصف دغان آل ثاني أنه «يلاحق الجميع، وأنه المسؤول المباشر عن التحريض في شبكة الجزيرة». وأضاف دغان أنه على الولايات المتحدة أن تنقل قواعدها العسكرية من قطر.[82]

#### الكويت
- في وثيقة صادرة عن السفارة الأمريكية في الكويت يوم 22 نوفمبر 2003, قال مستشار رئيس الوزراء عبد الله بشارة أن “تحرير العراق” سببا للتفاؤل. وأضافت الوثيقة أنه عبر عن ثقته في أن “تحرير العراق بقيادة واشنطن” سيقود لتغييرات إيجابية في المنطقة.[83]
- قال وزير الداخلية الكويتى جابر الصباح لدبلوماسي اميركي عن أربعة معتقلين كويتيين في غوانتانامو «اتركوهم يموتون». واضاف «إذا كانوا فاسدين، فهم فاسدون»، قائلا «من الأفضل التخلص منهم. لقد اعتقلتوهم في أفغانستان فاعيدوهم إلى هناك إلى منطقة حرب».[84][85]
- مسؤولين كويتيين استغلوا لقاءاتهم مع دبلوماسيين أميركيين للتحريض على استمرار الحرب على العراق.[86]

#### ليبيا
- القذافي يعتمد على ممرضته الأوكرانية جالينا كولوتنياستكا التي وصفت بأنها «شقراء فاتنة» وقال بعض المتصلين بالسفارة الأمريكية في طرابلس قولهم إن القذافي «على علاقة غرامية» بالممرضة. ذكرت البرقية أيضا انه يحب رقصة الفلامنجو، ويخشى المرتفعات.[87]
- أثار القذافي ذعرا نوويا لمدة شهر في عام 2009 عندما أجل عودة مواد نووية مشعة إلى روسيا، وهذا بسبب استيائه من رفض السلطات الأمريكية طلبه لنصب خيمته أمام مقر الأمم المتحدة خلال زيارته إلى نيويورك. كانت هذه الدفعة الأخيرة من احتياطي ليبيا من اليورانيوم العالي المادة التي اتفقت مع المجتمع الدولي في عام 2003 على نقله إلى روسيا في إطار الصفقة للتخلي عن برنامجها النووي العسكري مقابل الحصول على حوافز اقتصادية وأمنية.[88]

#### مصر
- يرغب الرئيس المصري حسني مبارك بالبقاء في السلطة حتى مماته. فعدم وجود انتخابات حرة ونزيهة يعني أنه من شبه المؤكد أنه سيشغل هذا المنصب لأطول فترة ممكنة.[89]
- مصر تهدد إيران بأنها لو تدخلت في شؤون مصر، فإن مصر ستتدخل في شؤونها.[90]
- العنف والتعذيب من قبل الشرطة المصرية أمر شائع ومتعارف عليه.[91]

#### المغرب
- أحد البرقيات الدبلوماسية تقول أنه على الرغم من أن ممارسات الفساد كانت موجودة بالفعل إبان حكم الملك الحسن الثاني والد العاهل الحالي محمد السادس، فإنها أصبحت «على مستوى المؤسسات» بعدما تولى محمد السادس مقاليد السلطة عام 1999. وتشير البرقية إلى قضية رجل أعمال يعمل لحساب اتحاد شركات «كونسورتيوم» أمريكي أصيبت خططه في المغرب بالشلل لعدة أشهر لأنه رفض إقامة مشاريع مع شركة لها صله بالقصر الملكي، القصر الذي يصفه الدبلوماسي الأمريكي ب «قمة الفساد في المغرب»، ووصف بعض مساعدي الملك المغربي بأنهم يظهروا «جشعا مخجلا» في محاولاتهم لزيادة ثرواتهم.[92]
- المغرب يتستر على تهريب المخدرات ويقف وراء العصابات والمافيا الناشطة في البلد،[93] حيث افادت إحدى الوثائق المسربة أن مسؤولين في الشرطة المغربية يعملان في مطار الدار البيضاء، جرت معاقبتهما عام 2009، لأنهما كانا وراء توقيف نجل الرئيس السنغالي وابن وزير من نفس الدولة متلبسين بحيازة مخدرات، وافادت الوثيقة أن الملك محمد السادس لم يتقبل توقيف نجل صديقه، في إشارة إلى رئيس السنغال، من دون استشارته ولا علمه. تم نقل الشرطيين للعمل من الدار البيضاء إلى مدينة العيون كإجراء عقابي.
- نشر ويكيليكس وثيقة يعود تاريخها إلى عام 2007، تحدث فيه عن الفساد الموجود في الجيش المغربي، وبالأخص وسط كبار قادة المؤسسة العسكرية المغربية، حيث قال التقرير إنّ “الجيش المغربي يعاني من الفساد والبيروقراطية، وانخفاض مستويات التعليم في صفوف منتسبيه من الضباط.[94][95]
- وثيقة مؤرخة بتاريخ 6 أبريل 2009 جاء فيها بأن المغرب قطع علاقته مع إيران بإيعاز من السعودية حسب مسؤول دبلوماسي مصري يدعى طارق دروك والذي كان وسيطا بين الملك المغربي والرياض التي التزمت بضمان استمرار تدفق النفط للمغرب ومساعدته في مجال الاستثمار.
- نسب لوزير الخارجية المغربي تأكيده، على هامش قمة جامعة الدول العربية عام 2009، عن عزم المغرب التعامل علنا مع إسرائيل تحت غطاء الاتحاد من أجل المتوسط.[96]
- وثيقة مؤرخة في 21 نوفمبر 2006 تلخص ما دار بين الأمين العام لوزارة الخارجية المغربية عمر هلال والسفير الأمريكي لدى الرباط، حيث يقول المسؤول المغربي: «إن امتلاك إيران للسلاح النووي سيكون كارثة على المنطقة وعلى المغرب خاصة، لأن ذلك سيؤدي إلى سباق تسلح في المنطقة، وسيؤدي إلى تسريع تنفيذ البرنامج النووي العسكري الجزائري، رغم أنه يعتبر برنامجا في بداياته».[97]
- ذكر سفير أمريكا إن الملك “حذق بعينيه عند ذكر حزب العدالة والتنمية”. قبل أن يقول “لا بد لي أن أقول لك شيئا مهما. عندما نتحدث عن الإسلاميين، سواء المعتدلين أو المتطرفين، فإنهم جميعا مناهضون للولايات المتحدة”. وأضاف الملك محذرا ضيفه “لا تنخدع، فقط لأنهم يبدون مسالمين وطيبين. إنهم يبدون متعقلين. لكن يتعين على الولايات المتحدة أن لا تكون لديها أوهام بشأنهم. إنهم معادون لأمريكا”.[98][99]

#### الجزائر
- الفساد المالي منتشر في الجزائر ويشمل اشقاء الرئيس الجزائري عبد العزيز بوتفليقة.[100]
- النظام الجزائيري هو نظام هش وليست لديه رؤية مستقبلية ويعانى من مستويات فساد ليس لها مثيل ولديها انقسامات في صفوف العسكر.[101]

### الأمريكتين

#### البرازيل
- رفضت الحكومة البرازيلية استقبال معتقلين من سجن غوانتانامو.[102]

#### كندا
- المخابرات الكندية كانت «تضايق بشدة» أتباع حزب الله في كندا.[103]

### أوقيانوسيا وشرق أسيا

#### أستراليا
- في لقاء في مارس/آذار 2009 قال كيفن رود الذي كان حينها يشغل منصب رئيس الوزراء، قال لكلينتون أن أمريكا يجب أن تكون مستعدة لاستخدام القوة ضد الصين في حالة «اتجاه الأمور بالطريق الخاطئ».[104]

#### الصين
- قال دبلوماسي صيني أن الصين «لا تحب كوريا الشمالية ولكنها تبقى جارة» وأنها مستعدة للتخلى عنها وأن نفوذ الصين في كوريا الشمالية مبالغ به.[105]
- شخصيات بارزة في القيادة الصينية تقف وراء عملية القرصنة التي تعرض لها محرك البحث غوغل على الإنترنت. وقد أشارت إحدى البرقيات الصادرة عن السفارة الأمريكية في بكين أن اختراق الموقع كان سياسياً 100 بالمائة. وكانت هذه العملية قد دفعت غوغل إلى نقل مقره الصيني إلى هونغ كونغ.[106]

#### طاجيكستان
- الجمهورية الطاجيكية ترغب في نشر قاعدة عسكرية أمريكية على أراضيها. ولخصت برقية المصالح الأمريكية في طاجيكستان بانها وجود دولة مستقرة على حدود أفغانستان الشمالية ودعم العمل العسكري في أفغانستان وأن تكون طاجيكستان دولة تساعد على استقرار المنطقة ونمو اقتصادها.[107][108]

### أفريقيا

#### إرتريا
- قال رونالد ماكلن سفير أمريكا لدى إرتريا ان الشباب الإرتري يغادر البلد افواجا ووصف الرئيس أسياس أفورقي بانه «دكتاتور مختل عقليا» وان الذهب لن يكون داء لمشاكل البلد الاقتصادية وان العاصمة أسمرة في حالة مزرية.[109]

#### كينيا
- الصين كانت تقدم الدعم العسكري والاستخباراتي لكينيا بمساعدة موضف فاسد في الدولة.[110]

#### السودان
- نقل دبلوماسيون أمريكيون عن لويس مورينو أوكامبو مدعي المحكمة الجنائية الدولية أن الرئيس السوداني عمر البشير اختلس مبالغ تصل إلى 9 مليارات دولار وأودعها في حسابات أجنبية على الأغلب في بريطانيا.[111][112]

### أوروبا

#### البوسنة والهرسك
- ألح دبلوماسيون أتراك وأمريكان على حارث سيلايديتش وهو عضو سابق في مجلس الرئاسة البوسني، ألحوا عليه بعدم استخدام مصطلح «إبادة جماعية» بشان الصرب.[113]

#### فرنسا
- برقيات دبلوماسية أميركية سرية نشرتها صحيفة ديرتاجسشبيغيل الألمانية، وصفت الرئيس الفرنسي نيكولا ساركوزي بالمهووس بالعداء لتركيا. ونقل دبلوماسي أميركي عن جان ديفد ليفي مستشار الرئيس الفرنسي نيكولا ساركوزي قوله له -خلال اجتماع جرى بينهما في سبتمبر/أيلول 2009- «"نأمل تخلي الأتراك أنفسهم عن السعي للحصول على عضوية الاتحاد الأوروبي، وإذا نجحوا رغم كل المعارضات في استيفاء المعايير المطلوبة منهم للحصول على هذه العضوية، فإن هذا سيكون سيناريو مرعبا لباريس التي ستواجه هذا الوضع باستفتاء شعبي سيرفض فيه الفرنسيون قبول تركيا في أوروبا".[114]»
- انتقدت برقيات سرية أرسلتها السفارة الأمريكية بباريس إلى وزارة الخارجية في واشنطن تعامل السلطات الفرنسية مع الأقليات بشكل عام والمسلمين بشكل خاص. حيث جاء فيها أن فرنسا تعامل مسلميها كمواطنين درجة ثانية.[115]
- أشادت برقية «بالقرب غير المسبوق» للرئيس الفرنسي نيكولا ساركوزي من واشنطن و«ارتباطه العاطفي» بإسرائيل.[116]
- في برقية استمدت معلوماتها من تقارير للمخابرات العامة الفرنسية تفيد بأن الإسلام آخذ في الانتشار بين مختلف فئات المجتمع الفرنسي بما فيها الجيش، لافتا إلى أن «3.5% من عسكريين فرنسيين بمن فيهم ضباط، اعتنقوا الإسلام» مؤخرا.[117]